# Cherry Valley (Kalifornien)
Cherry Valley ist ein Census-designated place im Riverside County im US-Bundesstaat Kalifornien. Das U.S. Census Bureau hat bei der Volkszählung 2020 eine Einwohnerzahl von 6.509 ermittelt. Cherry Valley liegt am höchsten Punkt des San-Gorgonio-Passes.

## Geographie
Cherry Valley liegt im Norden des Riverside Countys in Kalifornien in den USA. Die Gemeinde grenzt im Südosten an die Stadt Banning, im Süden an Beaumont, im Nordwesten an Calimesa und im Norden an Yucaipa, das im benachbarten San Bernardino County liegt.
Cherry Valley hat 6362 Einwohner (Stand 2010) und erstreckt sich auf eine Fläche von 20,944 km², die komplett aus Land besteht; die Bevölkerungsdichte beträgt somit 303,8 Einwohner pro Quadratkilometer und ist niedrig. Das Zentrum von Cherry Valley liegt auf einer Höhe von 860 m. Damit liegt es am höchsten Punkt des San-Gorgonio-Passes.

## Politik
Cherry Valley ist Teil des 23. Distrikts im Senat von Kalifornien, der momentan vom Republikaner Bill Emmerson vertreten wird, und des 42. Distrikts der California State Assembly, vertreten vom Republikaner Brian Nestande. Des Weiteren gehört Cherry Valley dem 36. Kongresswahlbezirk Kaliforniens an, der einen Cook Partisan Voting Index von R+1 hat und vom Demokraten Raul Ruiz vertreten wird.